# Hauptamt Volksdeutsche Mittelstelle

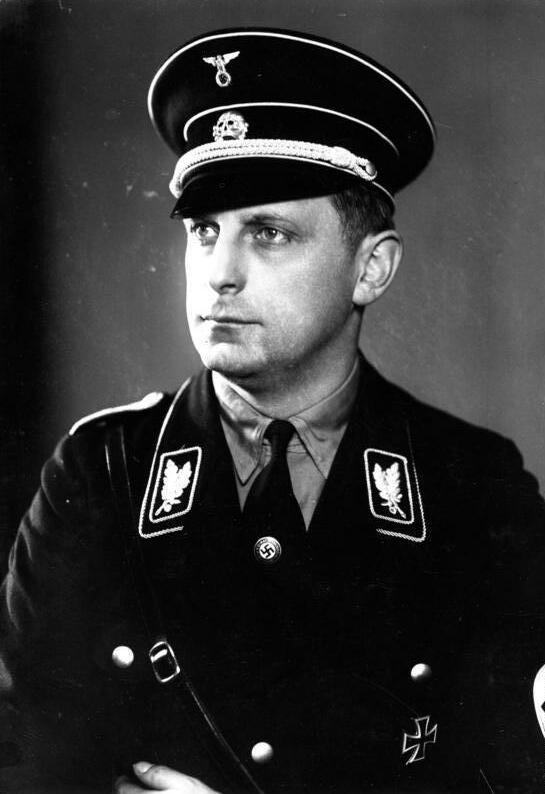
Werner Lorenz – il fondatore del VoMi

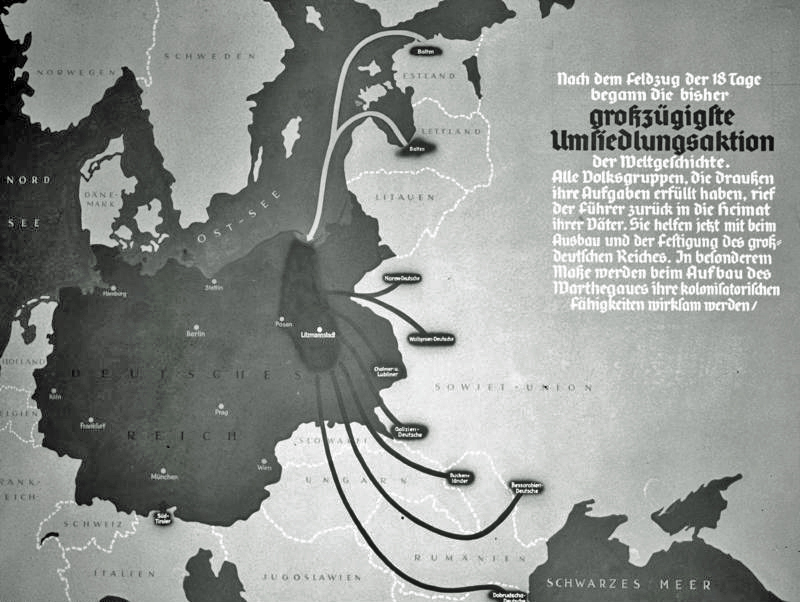
Mappa del reinsediamento dei tedeschi etnici volksdeutsche nel Kraj Warty e Pomorza Nadwiślańskiego nel 1939

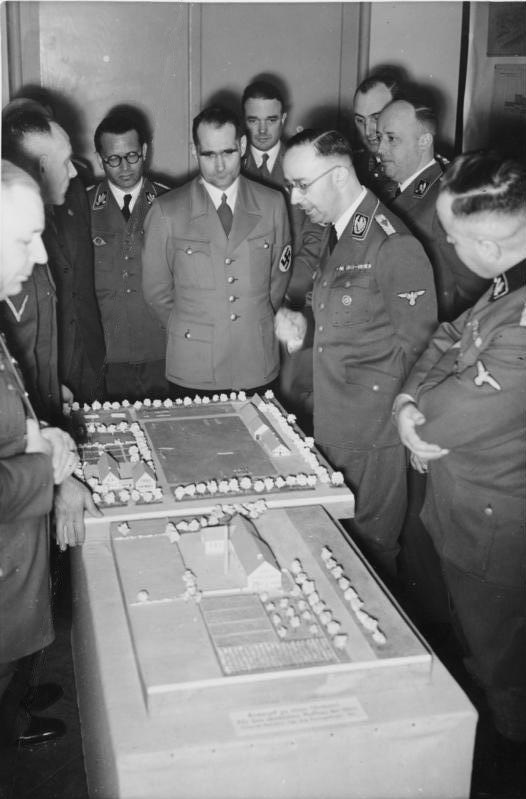
Führer vekili Rudolf Hess e il Reichsführer-SS Heinrich Himmler, visitano nel marzo 1941 un piano e una costruzione nei territori occupati nell'Europa orientale

Il Hauptamt Volksdeutsche Mittelstelle o Direzione generale del benessere dei tedeschi etnici, abbreviato VoMi, fu una agenzia del NSDAP che dirigeva e curava gli interessi dei tedeschi etnici Volksdeutsche che vivevano fuori dai confini del Terzo Reich.
In seguito, sotto il controllo dell'amministrazione delle Allgemeine-SS, divenne responsabile della pianificazione dell'ideologia nazista del Lebensraum in Europa orientale.

## Formazione
l'Hauptamt VoMi fu fondata nel 1937 sotto il comando del SS-Obergruppenführer Werner Lorenz come un ufficio statale del Partito Nazista.
Il suo Quartier Generale si trovava a Unter den Linden, Berlino. Il primario scopo del VoMi era quello di preoccuparsi e pianificare del reinsediamento delle popolazioni germaniche che si trovavano fuori dai confini del Terzo Reich.
Tra il 1939 e il 1942, il VoMi aveva reinsediato mezzo milione di tedeschi etnici nei nuovi territori occupati sotto lo slogan "Heim ins Reich".
Questi territori includevano il Reichsgau  del Terzo Reich, ovvero il Wartheland, Posen e Danzica.

## Organizzazione
Il Hauptamt Volksdeutsche Mittelstelle aveva 11 dipartimenti (Ämter o Amtsgruppe):

### Amt I: Führungsamt
("Direzione Generale")
Questo dipartimento, aveva solo personale SS.

### Amt II: Organisation und Personal
("Organizzazione e Personale")
Questo dipartimento era diretto da ufficiali del SD. Aveva sia personale delle SS che personale estraneo alle SS, senza i Volksdeutsche.

### Amt III: Finanzen, Wirtschaft und Vermögensverwaltung
("Finanze, Economia e Amministrazione")
Era responsabile del finanziamento del VoMi e della distribuzione dei fondi. Era l'unico dipartimento rimasto sotto il completo controllo del partito nazista e non delle SS.

### Amt IV: Informationen
("Propaganda")
Questo dipartimento documentava e registrava tutte le attività del VoMi e i progetti di reinsediamento. Lavorava in collaborazione con Joseph Goebbels' Ministro della Propaganda.
Amt IV pubblicava anche giornali informativi per i tedeschi reinsediati o di etnia tedesca.

### Amt V: Deutschtumserziehung
("Servizio Culturale ed Educativo")
Questo dipartimento provvedeva ai servizi educativi e culturali per aiutare i Volksdeutsche ad assimilare la via al nazismo.

### Amt VI: Sicherung Deutschen Volkstums im Reich
("Ufficio dei tedeschi etnici situati fuori dai confini della Germania")
Questo ufficio teneva a cura il benessere dei tedeschi etnici che situati fuori dai confini della Germania.

### Amt VII: Sicherung Deutschen Volkstums in den neuen Ostgebieten
("Ufficio dei tedeschi etnici in Europa Orientale")
Aveva un ruolo simile al Amt VI ma provvedeva anche al benessere dei Tedeschi etnici in Europa orientale, così come nel Polonia occupata, Protettorato di Boemia e Moravia e Russia. Aveva uffici periferici a Cracovia, Riga e Kiev.

### Amt VIII: Kultur und Wissenschaft
("Archivio e registrazioni della cultura dei tedeschi etnici")
Questo ufficio serviva per archiviare e registrare la storia culturale dei Volksdeutsche. Inoltre inventariava come curatore tutti gli oggetti, tesori e documenti relativi alla storia dei tedeschi etnici.

### Amt IX: Politische Führung Deutscher Volksgruppen
("Ufficio politico dei gruppi etnici tedeschi")
Le SS consideravano questo come il più importante dipartimento del VoMi. L'Amt IX aveva molte sotto divisioni, che includevano: affari domestici, relazioni tra i tedeschi etnici e il Partito nazista, affari tra stati esteri e il Terzo Reich riguardante i tedeschi etnici e collegamenti con il Ministero degli Affari Esteri di Ribbentrop.